# Osachila semilevis
Osachila semilevis är en kräftdjursart som beskrevs av M. J. Rathbun 1916. Osachila semilevis ingår i släktet Osachila och familjen Hepatidae. Inga underarter finns listade i Catalogue of Life.